# Laguna Mar Chiquita
Mar Chiquita är en sjö i Argentina, landets största sjö. Den ligger i provinsen Córdoba, i den centrala delen av landet, 600 km nordväst om huvudstaden Buenos Aires. Mar Chiquita ligger 69 meter över havet. Sjön får sitt vatten genom floderna Dulce, Primero och Segundero River.